# Jason Lee
Jason Michael Lee (Orange, Califòrnia, 25 d'abril de 1970) és un actor estatunidenc conegut sobretot pel seu paper d'Earl a My Name Is Earl de la NBC.
Va créixer a Huntington Beach i va començar com a actor fent papers secundaris en videoclips o sèries.
Va pertànyer a la religió de la cienciologia des de l'any 1999, on el seu amic, Ethan Suplee, el va introduir; abandonant-la l'any 2016.

## Biografia
Va néixer a Orange, Califòrnia, fill de Greg i Linda Lee. Va créixer en Huntington Beach, on va estudiar en l'institut Ocean View High School.
Des de petit, sempre va ser una miqueta rebel, i en arribar a l'adolescència passava gairebé tot el dia caminant en el seu skateboard. Tan bo era, que una vegada estrenada la secundària va començar una carrera en aquest esport.

## Skateboarding
Va guanyar alguns tornejos de menor envergadura i va romandre en els millors rànquings durant gairebé cinc anys, cap a finals dels 80’s i principis dels 90’s, apareixent en les principals revistes de skateboarding.
La seva habilitat li va permetre ser un dels primers atletes a tenir la seva pròpia línia de sabates esportives dins del skateboarding.
Després va tenir el seu primer contacte amb les produccions cinematogràfiques en rodar “Video Days”, un compendi dels millors skateboarders i els seus millors trucs.
No obstant això, quan es va traslladar a Los Angeles amb vint-i-un anys va començar a desenvolupar el seu interès per l'actuació. Després de veure a Steve Buscemi fent el paper de botons en Barton Fink, Lee va saber que volia fer cinema.
És el cofundador al costat de Chris Pastras de l'empresa Stereo Skateboards, que patrocina a patinadors professionals i amateurs.

### Patrocinadors
JLee i Tony Hawk, van serr els dos primers skateboarders a rebre una signatura de sabates de Airwalk Company. Fins al 25 de novembre de 2008, Lee comptava amb els patrocinadors Stereo Skateboards, Zumiez, WeSC i Dekline Footwear.

### Videoclips
Lee apareix fent skateboarding en el videoclip 100 % del grup Sonic Youth. El 2004, el skate de Lee va ser ofert per a la pel·lícula, Way Out East!, una pel·lícula produïda per Stereo Skateboards que Lee covadirigir junt Pastras i Eric Noren.

### Videojocs
Lee apareix com a personatge interactiu en el joc SKATE 3 d'EA Sports, disponible per a les plataformes Xbox 360 i PlayStation 3.
També apareix en el joc Tony Hawk's Project 8, disponible per a les plataformes Xbox, Xbox 360, PlayStation 2, PSP i PlayStation 3.
Un altre joc en el qual se'l pot trobar és en el d' Alvin i els Esquirols per Nintendo DS, Wii, Play Station 2 i PC, i posant la seva veu a Syndrome en el joc dels Increïbles per Xbox, PlayStation 2, Nintendo GameCube, Game Boy Advance, Ordinador personal, Apple Macintosh i telèfon mòbil.

## Cinema

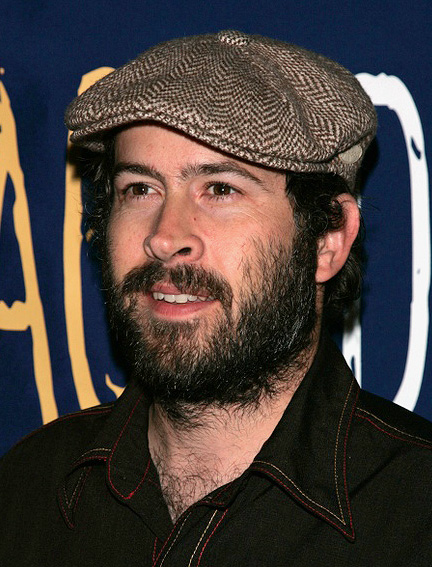
Lee el 25 de juny de 2006

Com a actor es va iniciar en els anys '90 amb papers secundaris en videoclips o sèries. El 1993 va debutar al cinema amb un personatge secundari en La meva vida boja. El 1994, va tenir un altre paper secundari en la pel·lícula Chance and Things fent d'un instructor de gimnàstica en la TV. Després d'aquests dos papers, va decidir allunyar-se de manera professional del món del skate per dedicar-se a l'actuació. Com a protagonista va debutar de la mà de Kevin Smith en Mallrats la qual va ser un èxit. Després d'aquesta pel·lícula es va fer amic del director i va col·laborar sovint en els seus llargmetratges, guanyant un premi Independent Spirit pel seu paper en Perseguint l'Amy. També va participar en altres pel·lícules de Smith com a Dogma, Jay i Bob el Silenciós contraataquen, Clerks II i Quin parell de polis.
Lee va tenir papers importants en Heartbreakers amb Jennifer Love Hewitt, Stealing Harvard amb Tom Green i A Guy Thing amb Julia Stiles i Selma Blair. Va tenir altres papers secundaris com en Vanilla Sky, Gairebé famosos fent d'un estrella de rock, El caçador de somnis, Big Trouble, The Ballad of Jack and Rose i Mumford, també va tenir un paper menor però destacat en Enemy of the State amb Will Smith.
Sens dubte les pel·lícules per les quals se'l coneix principalment són les d' Alvin i els esquirols, on interpreta a David Seville, "pare" adoptiu dels esquirols.
De 2005 a 2009 va protagonitzar la sèrie de la NBC My Name Is Earl al costat de Ethan Suplee, Jaime Pressly, Eddie Steeples i Nadine Velazquez.Interpretava a Earl Hickey, un delinqüent d'estar per casa sense respecte per gens ni per ningú, que només guanyar 100.000 dòlars en la loteria d'un bitllet comprat amb diners robats, perd el bitllet en ser atropellat per un cotxe. Mentre es troba convalescent a l'hospital la seva dona li fa signar el divorci, i és llavors quan, a través de la televisió, descobreix el karma arran d'un comentari de Carson Daly al seu programa. El descobriment del karma li fa replantejar-se la seva vida, a la qual decideix donar un gir. És llavors quan decideix escriure una llista amb totes les males accions que ha fet amb el lema de: "Si fas coses bones et passaran coses bones". Pel paper de Earl Hickey va ser nominat en dues ocasions al Globus d'Or al millor actor en sèrie de televisió musical o còmica el 2006 i 2007, i també va ser nominat com a millor interpretació en sèrie còmica televisiva segons el sindicat d'actors el 2006. Després de quatre temporades fent My Name Is Earl, l'NBC va cancel·lar la sèrie.
El 2010, TNT va estrenar una nova sèrie anomenada Memphis Beat, que comptava amb Lee com a protagonista interpretant un oficial de policia. A l'octubre de 2011, TNT va decidir no renovar la sèrie per a una segona temporada.
Entre 2010 i 2013, Lee va participar en la sèrie produïda pel mateix productor de My Name Is Earl, Greg Garcia, anomenada Raising Hope fent d'una estrella de rock retirada. La similitud entre aquestes dues sèries és molt gran, ja que comparteixen el mateix tipus d'humor, situacions, relacions i personatges. Han arribat a intervenir en ella tots els personatges importants de My Name Is Earl, A part de Lee també van estar Ethan Suplee, Jaime Pressly, Nadine Velazquez i Eddie Steeples, Aquests cinc han estat homenatjats en un capítol especial en la tercera temporada de Raising Hope animant la festa de la petita Hope.
Al desembre de 2011, Jason Lee va participar en la sèrie de la NBC, Up all night.
El juny de 2013, un quart lliurament de la franquícia d' Alvin i els Esquirols es va anunciar llavors per l'estudi 20th Century Fox i una data de llançament de l'11 de desembre de 2015; No obstant això, la participació de Lee encara no va ser confirmada.
Els últims projectes de Lee són amb Amazon Studio i el canal Hallmark. Amb Amazon, Lee es veu en el pilot de Cocked, on interpreta a Grady Paxson, un dels tres homes que dirigeixen una empresa de fabricació d'armes. L'espectacle es va estrenar el 15 de gener de 2015 i també és protagonitzada per Brian Dennehy, Diora Baird, Dreama Walker, i Sam Trammell. El 25 de gener de 2015, el canal Hallmark va estrenar Away & Back, una pel·lícula de Hallmark Hall of Fame, protagonitzada per Lee juntament amb Maggie Elizabeth Jones i Minka Kelly.

## Voluntariat
L'agost de 2012, Lee va anar al novè Stand Up For Skateparks Event, per ajudar el seu amic Tony Hawk
L'octubre del mateix any, Lee va participar al costat de Pastras i altres skaters en un vídeo dirigit per la "Keep A Breast Foundation". El vídeo contribuïa a la prevenció del càncer de mama, promocionant un braçalet amb la frase "I Love Boobies". El vídeo també va comptar amb l'ajuda de Clint Peterson (Stereo) i Giovanni Reda (WESC), que són companys de Lee en la seva empresa.

## Vida personal

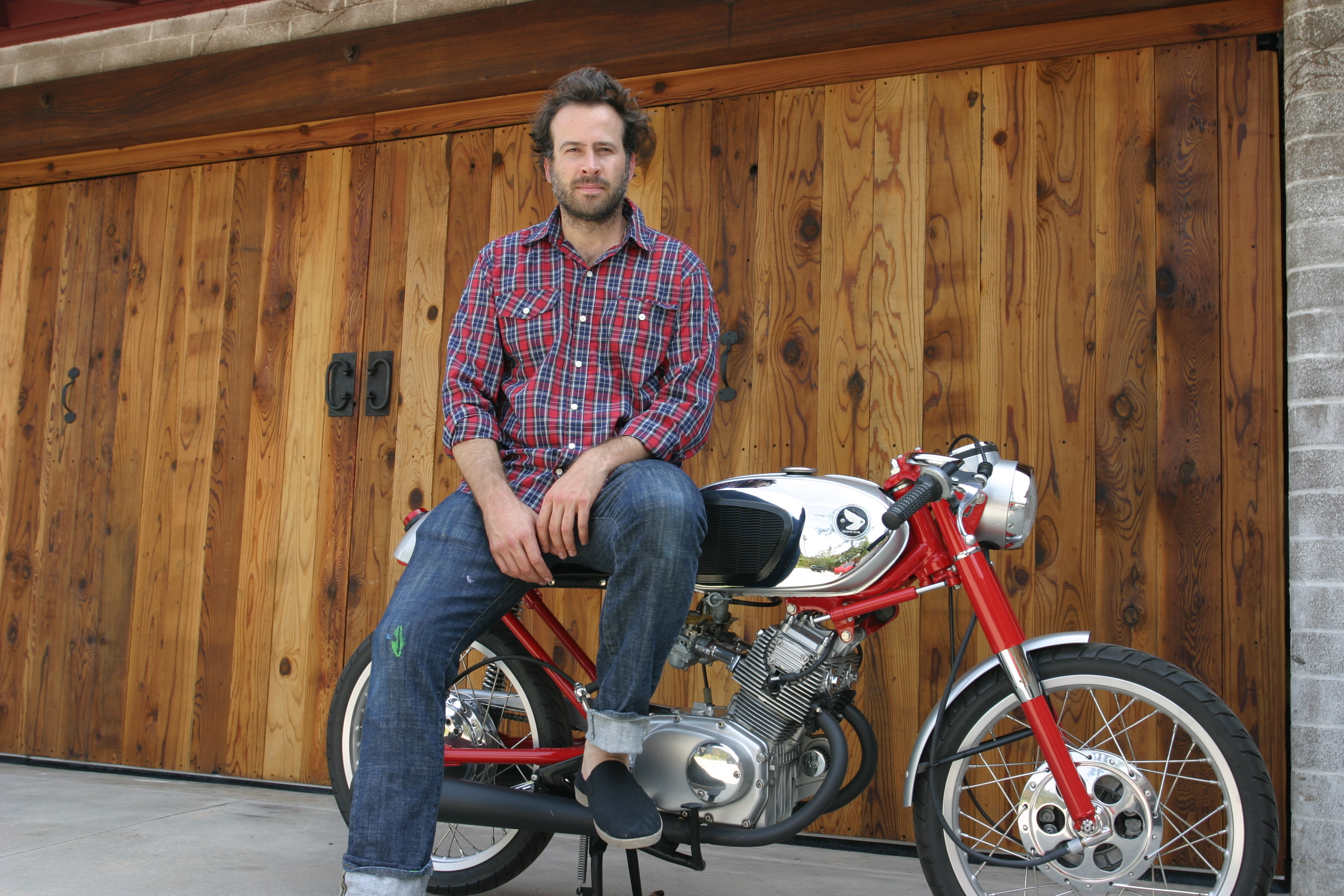
Lee el 7 de novembre de 2008

Lee va estar casat amb l'actriu Carmen Llywelyn el 1995, però es van divorciar el 2001. Carmen va afirmar després que la devoció de Lee per la Cienciología havia arruïnat el seu matrimoni.
Posteriorment es va ajuntar amb l'actriu Beth Riesgraf amb la qual va tenir al seu primer fill Pilot Inspector Lee. Aquest inusual nom va ser inspirat per la cançó "He's Simple, He's Dumb, He's the Pilot" d'Indie rock. Lee i Riesgraf es van separar el 2007.
L'agost de 2008, Lee va tenir amb la seva parella, Ceren Alkaç, una filla la qual van anomenar Casper i el 24 de novembre de 2008, el publicista de Lee, va anunciar que la parella s'havia casat en secret a Califòrnia al juliol d'aquest any. El 16 de juny de 2012, van tenir el seu segon fill, a Los Angeles, i la parella li va posar Sonny. La parella encara es manté unida.
Entre els seus entreteniments, Lee té una considerable col·lecció de motocicletes, que utilitza diàriament.

## Filmografia
| Any  | Títol                                     | Paper                             | Notes                                             |
| ---- | ----------------------------------------- | --------------------------------- | ------------------------------------------------- |
| 1991 | Video Days                                |                                   |                                                   |
| 1993 | Mi Vida Loca                              | jove comprador de droga           |                                                   |
| 1994 | Chance and Things                         | instructor de ball a la televisió |                                                   |
| 1995 | Mallrats                                  | Brodie Bruce                      |                                                   |
| 1996 | Drawing Flies                             | Donner                            |                                                   |
| 1997 | Chasing Amy                               | Banky Edwards                     |                                                   |
| 1997 | A Better Place                            | Dennis Pepper                     |                                                   |
| 1998 | Kissing a Fool                            | Jay Murphy                        |                                                   |
| 1998 | American Cuisine                          | Loren Collins                     |                                                   |
| 1998 | Enemy of the State                        | Daniel Zavitz                     |                                                   |
| 1999 | Dogma                                     | Azrael                            |                                                   |
| 1999 | Mumford                                   | Skip Skipperton                   |                                                   |
| 2000 | Almost Famous                             | Jeff Bebe                         |                                                   |
| 2001 | Heartbreakers                             | Jack Withrowe                     |                                                   |
| 2001 | Jay and Silent Bob Strike Back            | Brodie Bruce / Banky Edwards      |                                                   |
| 2001 | Vanilla Sky                               | Brian Shelby                      |                                                   |
| 2002 | Big Trouble                               | Puggy                             |                                                   |
| 2002 | Stoked: The Rise and Fall of Gator        |                                   | Documental                                        |
| 2002 | Stealing Harvard                          | John Plummer                      |                                                   |
| 2003 | A Guy Thing                               | Paul                              |                                                   |
| 2003 | El caçador de somnis (Dreamcatcher)       | Beaver                            |                                                   |
| 2003 | I Love Your Work                          | Larry Hortense                    |                                                   |
| 2004 | Oh, What a Lovely Tea Party               |                                   | Documental                                        |
| 2004 | Jersey Girl                               | PR Exec #1                        |                                                   |
| 2004 | The Incredibles                           | Syndrome / Young Buddy Pine       | (veu)                                             |
| 2005 | Jack-Jack Attack                          | Syndrome                          | (veu) curtmetratge inclòs a The Incredibles (DVD) |
| 2005 | The Ballad of Jack and Rose               | Gray                              |                                                   |
| 2005 | Drop Dead Sexy                            | Frank                             |                                                   |
| 2006 | Clerks II                                 | Lance Dowds                       |                                                   |
| 2006 | Rising Son: The Legend of Christian Hosoi |                                   | Documental                                        |
| 2006 | Monster House                             | Bones                             | (veu)                                             |
| 2007 | Underdog                                  | Underdog (Shoeshine)              | (veu)                                             |
| 2007 | The Man Who Souled the World              |                                   | Documental                                        |
| 2007 | Alvin and the Chipmunks                   | Dave Seville                      |                                                   |
| 2008 | Celebrity Family Feud                     | Earl Hickey                       |                                                   |
| 2009 | Alvin and the Chipmunks: The Squeakquel   | Dave Seville                      |                                                   |
| 2010 | Cop Out                                   | Roy                               |                                                   |
| 2011 | Noah's Ark: The New Beginning             | Jàfet                             | (veu)                                             |
| 2011 | The Other Side                            | Mortimer Flybait                  | (veu)                                             |
| 2011 | Columbus Circle                           |                                   |                                                   |
| 2011 | Alvin and the Chipmunks: Chipwrecked      | Dave Seville                      |                                                   |
| 2012 | Back in Time                              | Henry Foster                      |                                                   |
| 2012 | Happy Holidays, Katherine Sloane          |                                   |                                                   |
| 2013 | Behaving Badly                            | Pare Krumins                      |                                                   |
| 2014 | Lions vs Leopards                         | Luke Lion                         | (veu)                                             |

## Televisió
| Any       | Títol                       | Paper             | Notes                                       |
| --------- | --------------------------- | ----------------- | ------------------------------------------- |
| 1997      | Weapons of Mass Distraction | Phillip Messenger |                                             |
| 2005–2009 | My Name Is Earl             | Earl Hickey       | 96 Episodis. També productor de 50 episodis |
| 2010-2013 | Raising Hope                | Smokey Floyd      | convidat                                    |
| 2010-2011 | Memphis Beat                | Dwight Hendricks  | 20 episodis                                 |
| 2011      | Up All Night                | Kevin             |                                             |
| 2013      | The Kroll Show              | convidat          |                                             |
| 2013      | Second sight                |                   |                                             |
| 2013      | Men at Work                 | Donnie            | convidat, cameo que no surt als crèdits     |